# قليا
قليا قرية في البقاع الغربي ترتفع عن سطح البحر 700 متر، مشهوره بزراعه الزيتون والتين، عدد سكانها حوالي 4000 نسمه معظمهم مهاجر إلى البرغواي والبرازيل، وقد سكن الكثير منهم في العاصمة بيروت، ولم يبقى في القرية الا القليل ما يقارب الالف نسمه.